# Daníel Ágúst Haraldsson
Daníel Ágúst Haraldsson (26 de agosto de 1969) es un cantante islandés, que además de su carrera como solista ha sido el cantante de bandas como GusGus, Nýdönsk y Esja. Participó en el Festival de la Canción de Eurovisión 1989, representando a su país.

## Carrera
Daníel Ágúst ha sido parte de la escena musical local e internacional desde hace años con su grupo Nýdönsk.
Tras lanzar cinco álbumes con Nýdönsk, que fueron acogidos favorablemente por la crítica y el público de su país, produjo un álbum de rock electrónico con el grupo Bubbleflies.
Fue por entonces que actuó en teatros de su país, actuando en papeles en musicales como West Side Story, Jesus Christ Superstar donde interpretó a Poncio Pilato. 
Con los GusGus, Daníel alcanzó su mayor éxito comercial, vendiendo alrededor de 300.000 copias y haciendo una gira internacional.
Daníel rompió con los GusGus en el año 2000 para seguir una carrera en solitario, así como componer música para cine, televisión y la  Compañía Islandesa de Danza.
Su primer álbum en solitario, "Swallowed a Star", fue lanzado por One Little Indian en Europa (2005) y en Norteamérica (2006).
En su carrera en solitario Daníel se involucró con la contribución islandesa en la Bienal de Venecia en 2005. La cual incluyó actuación, codirección y edición de la parte fílmica, así como la supervisión de la banda sonora. 
Daníel volvió con los GusGus con los que lanzó "Forever" en 2007 y "24/7" en 2009, haciendo una extensa gira por Europa.

## Festival de Eurovisión
En 1989 fue el ganador del Söngvakeppni Sjónvarpsins, con la canción "Það sem enginn sér". Con dicha canción participó representando a Islandia en el Festival de la Canción de Eurovisión 1989. Acabó en último lugar de un total de 22 países, y sin ningún voto.